# بلانكا البوربونية
بلانش (بلانكا) دي بوربون (1361-1399) هي ملكة قشتالة وليون القرينة بزواجها من بيدرو القاسي الذي هجرها من الأول مرة، بحيث أنه اتخذ ماريا دي باديلا كعشيقة مسبوقاً، بلانكا هي ابنة بيير (بيتر) الأول دوق بوربون وإيزابيلا دي فالوا شقيقة فيليب السادس ملك فرنسا.